# Marchen
Marchen är ett skriftsystem i brahmi-familjen som används inom den tibetanska bönetraditionen för att skriva det utdöda språket zhangzhung. Det kan också användas för att skriva tibetanska. Det påstås ha uppkommit i kungadömet Zhangzhung, i nuvarande norra och västra Tibet, före den tibetanska buddhismens införande på 600-talet men inga texter från denna tid är kända. Ordet mar betyder "god", "lycklig" eller "vacker" på zhangzhung. Namnet betyder den större vackra eller större goda skriften.
Det finns få exempel på äldre texter skrivna med marchen men den används tämligen flitigt i modern bön-litteratur och i inskriptioner på byggnader. Det äldsta kända exemplen på en marchen-inskription är ett bronssigill som förvaras vid Menriklostret i Dolanji.

## Beskrivning
Marchen har vissa likheter med den tibetanska skriften och lantsa men skiljer sig samtidigt en hel del från dessa. Den skiljer sig även från andra skriftsystem inom bön-traditionen, såsom marchung, pungchen, pungchung och drusha. En egenskap marchen delar med tibetansk skrift och lantsa är de speciella nedsänkta varianterna av bokstäverna wa, ya och ra. Vokaldiakriterna liknar mest de hos drusha. Ett utmärkande drag hos marchen är förekomsten av en moturs vriden svastika, en symbol för bön-religionen, som används både för att skriva bokstaven nya och som skiljetecken.
Marchen består av 30 konsonantbokstäver, fyra vokaldiakriter, en längdmarkör -a och två diakriter för nasalisering (motsvarane candrabindu och anusvara). Varje konsonant har en medföljande vokal a som kan modifieras med de fyra vokaldiakriterna. Konsonantkluster skrivs precis som i tibetansk skrift genom att två eller fler konsonant staplas på varandra vertikalt. Precis som i tibetansk skrift finns det förenklade former för medialt w, y och r. Det finns däremot ingen förenklad form av initialt r. Till skillnad från i tibetansk skrift finns det inget tecken för att markera stavelsegränser vilket gör att det ibland kan uppstå tvetydigheter.
Marchen kan skrivas i två olika stilar: en med tjocka kantiga bokstäver och en med tunna rundade. Bokstäverna nedan visar den kantiga stilen.

### Grundbokstäver
| Tecken | Tibetansk | Romanisering |
| ------ | --------- | ------------ |
|        | ཀ         | ka           |
|        | ཁ         | kha          |
|        | ག         | ga           |
|        | ང         | ṅa/nga       |
|        | ཅ         | ca           |
|        | ཆ         | cha          |
|        | ཇ         | ja           |
|        | ཉ         | ña/nya       |
|        | ཏ         | ta           |
|        | ཐ         | tha          |
|        | ད         | da           |
|        | ན         | na           |
|        | པ         | pa           |
|        | ཕ         | pha          |
|        | བ         | ba           |
|        | མ         | ma           |

| Tecken | Tibetansk | Romanisering |
| ------ | --------- | ------------ |
|        | ཙ         | tsa          |
|        | ཚ         | tsha         |
|        | ཛ         | dza          |
|        | ཝ         | wa           |
|        | ཞ         | źa/zha       |
|        | ཟ         | za           |
|        | འ         | 'a/-a        |
|        | ཡ         | ya           |
|        | ར         | ra           |
|        | ལ         | la           |
|        | ཤ         | śa/sha       |
|        | ས         | sa           |
|        | ཧ         | ha           |
|        | ཨ         | a            |

### Mediala konsonanter
| Tecken | Tibetansk | Romanisering |
| ------ | --------- | ------------ |
|        | ཀྭ         | kwa          |
|        | ཀྱ         | kya          |
|        | ཀྲ         | kra          |

### Vokaldiakriter
| Tecken | Tibetansk | Romanisering |
| ------ | --------- | ------------ |
|        | ཀི         | ki           |
|        | ཀུ         | ku           |
|        | ཀེ         | ke           |
|        | ཀོ         | ko           |
|        | ཀཾ         | kaṃ          |
|        | ཀྃ         | kam̐          |

### Skiljetecken
| Tecken | Tibetansk | Beskrivning                      |
| ------ | --------- | -------------------------------- |
|        | ༄         | Markerar inledningen av en text. |
|        | །         | Markerar en avslutad mening.     |

## Unicode
Marchen ingår i Unicode-standarden för teckenkodning sedan version 9.0 som släpptes 21 juni 2016. Skriften har tilldelats kodpunkterna U+11C70 till U+11CB6. Marchen följer samma modell som den tibetanska skriften med separata kodpunkter för nedsänkta konsonanter. 